# Albågmätare
Albågmätare (Macaria alternata) är en fjärilsart som först beskrevs av Denis och Ignaz Schiffermüller 1775.  Albågmätare ingår i släktet Macaria, och familjen mätare. Arten är reproducerande i Sverige.

## Bildgalleri

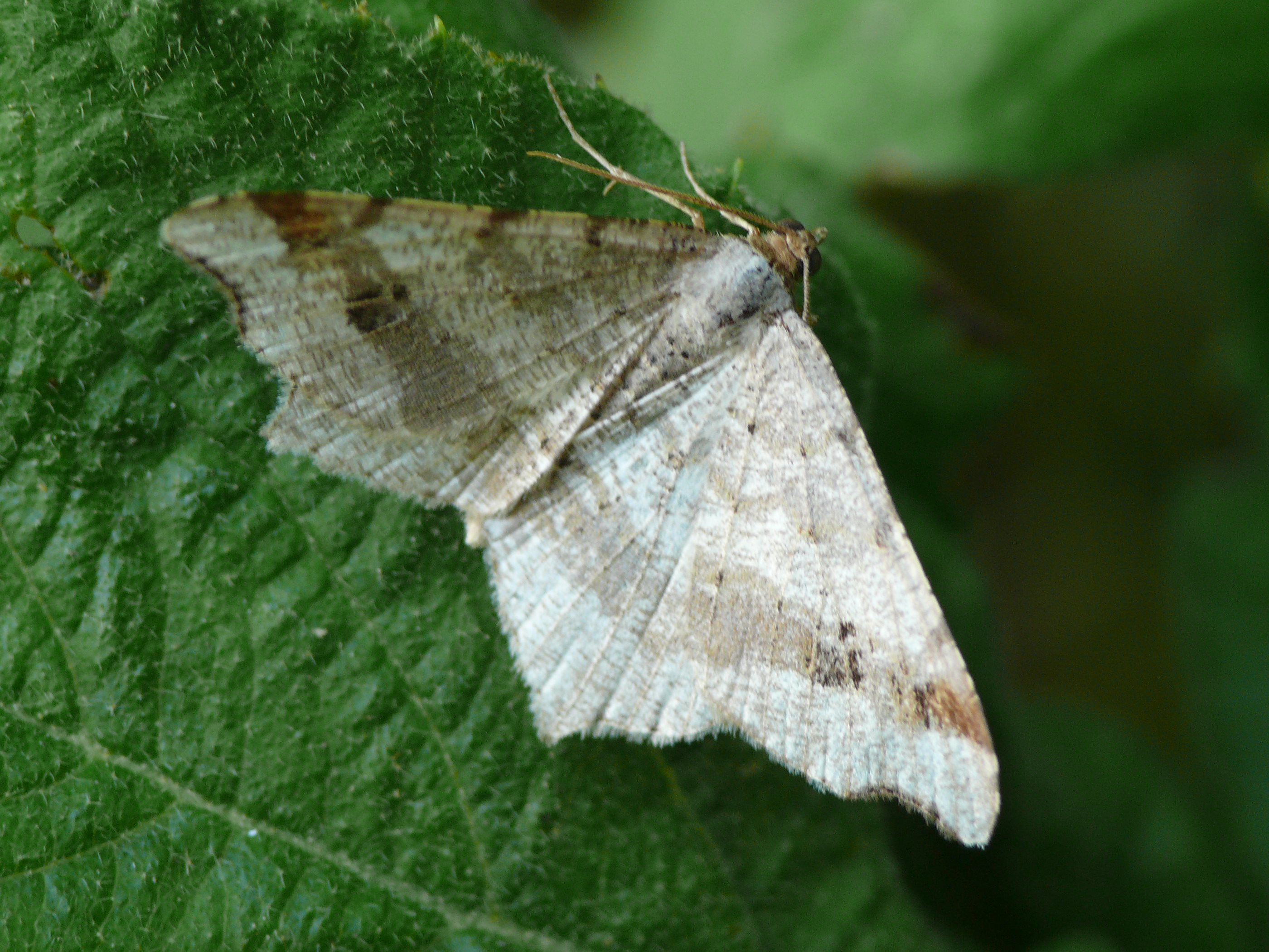
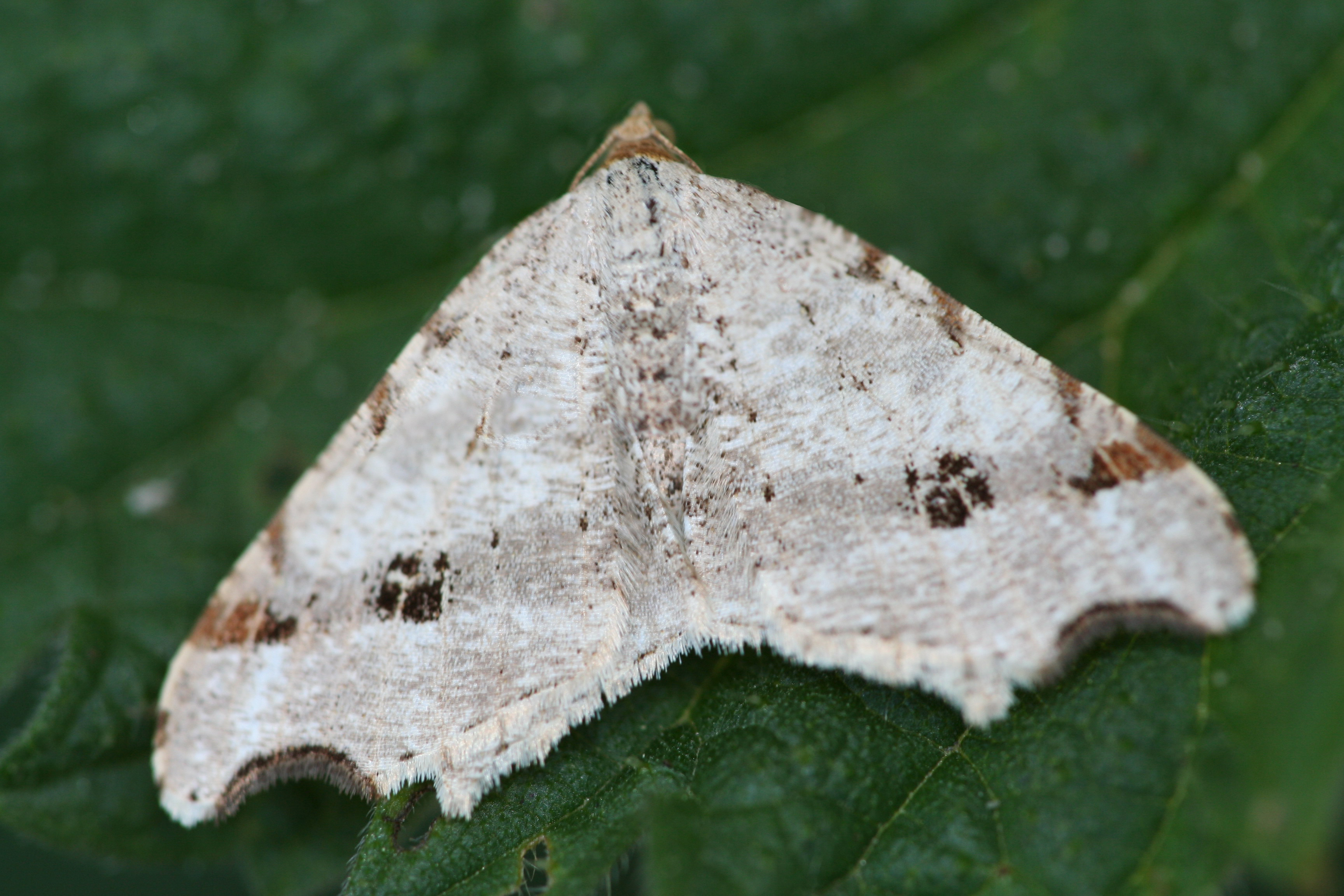
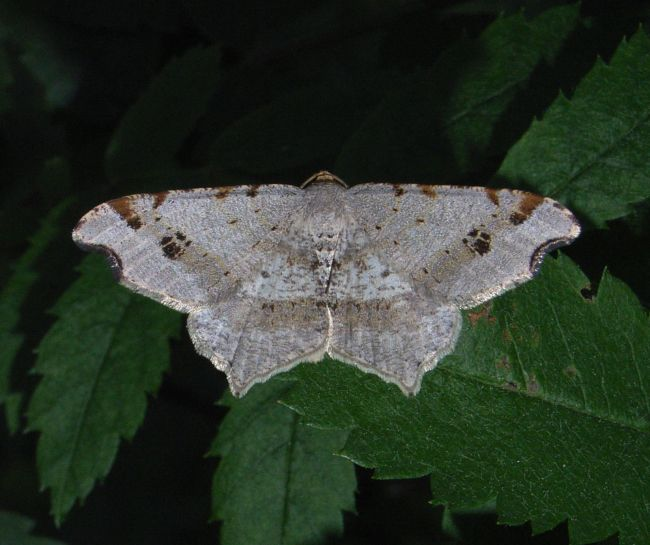
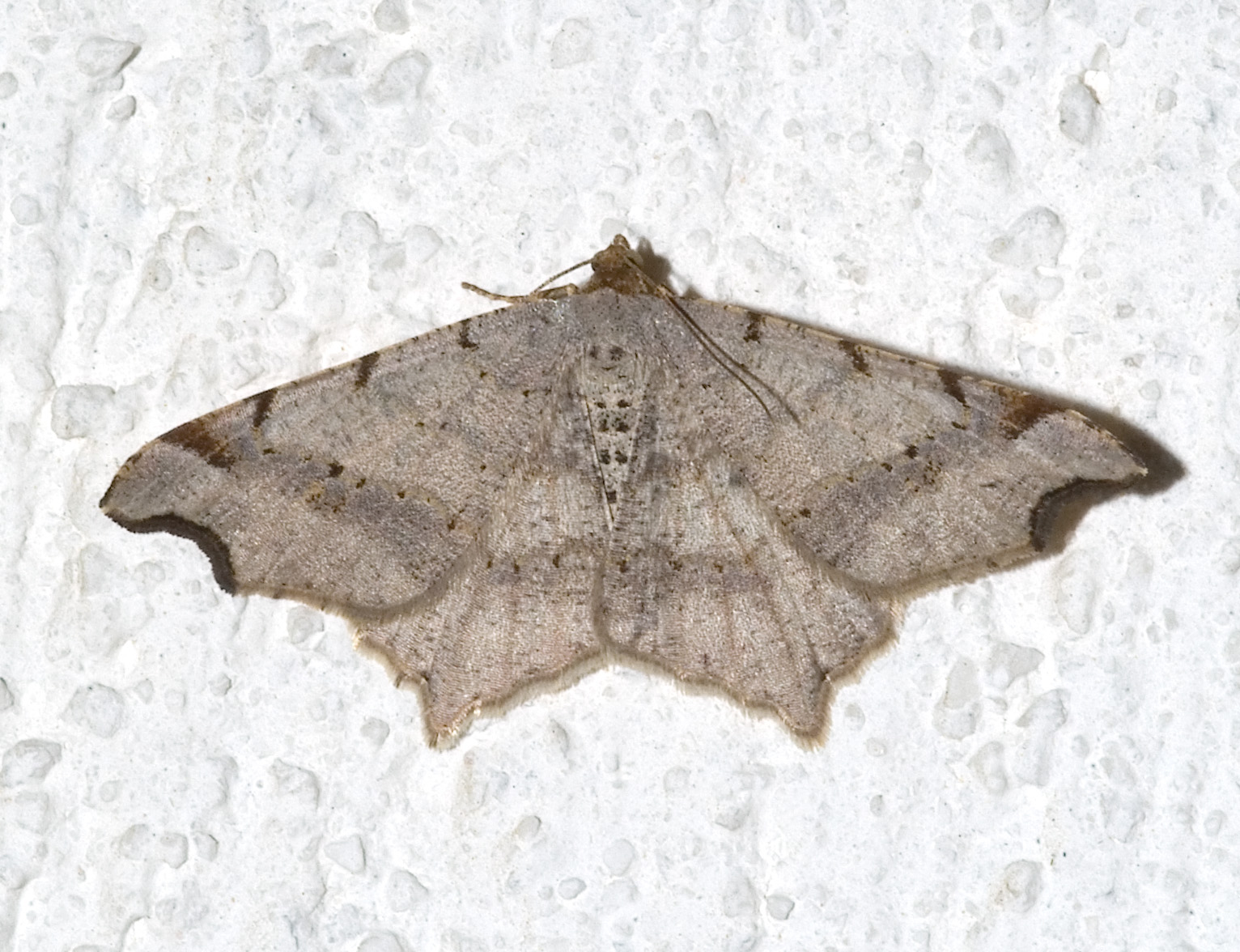
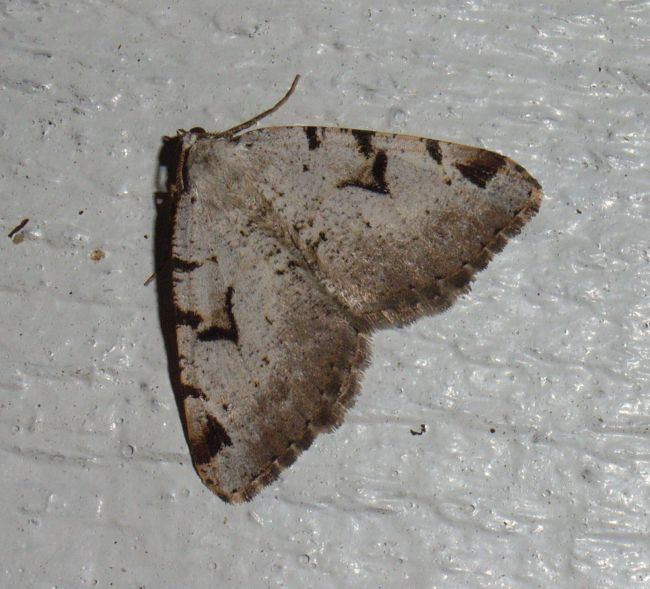
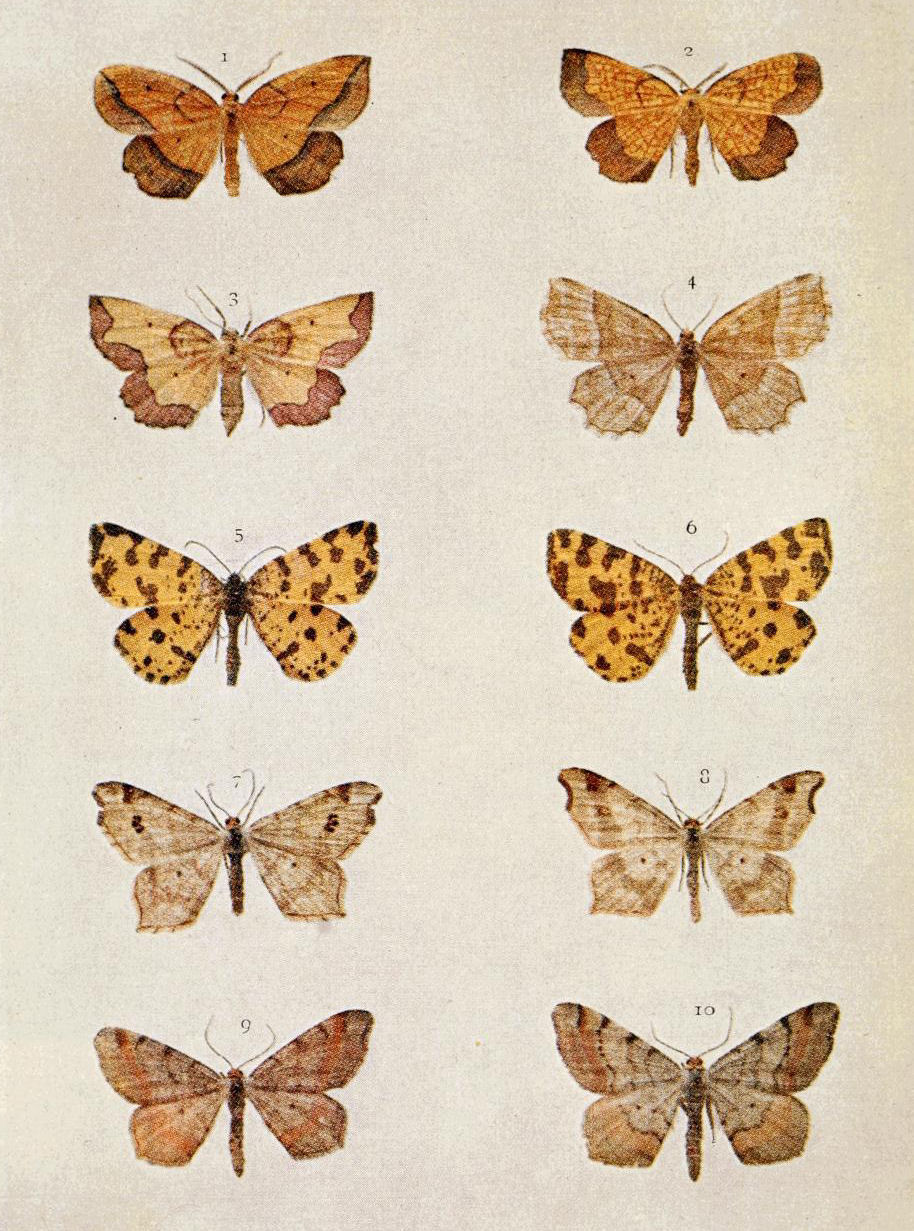